# Веллсвілл (Юта)
Веллсвілл (англ. Wellsville) — місто (англ. city) в США, в окрузі Кеш штату Юта. Населення — 4060 осіб (2020).

## Географія
Веллсвілл розташований за координатами 41°37′31″ пн. ш. 111°56′20″ зх. д. / 41.62528° пн. ш. 111.93889° зх. д. (41.625291, -111.938952).  За даними Бюро перепису населення США в 2010 році місто мало площу 17,12 км², з яких 17,09 км² — суходіл та 0,04 км² — водойми. В 2017 році площа становила 18,86 км², з яких 18,83 км² — суходіл та 0,04 км² — водойми.

## Демографія
Згідно з переписом 2010 року, у місті мешкали 3432 особи в 1012 домогосподарствах у складі 877 родин. Густота населення становила 200 осіб/км².  Було 1048 помешкань (61/км²).
Расовий склад населення:
| - 96,3 % — білих - 0,3 % — корінних американців - 0,2 % — чорних або афроамериканців - 0,2 % — азіатів - 0,1 % — вихідців з тихоокеанських островів - 1,0 % — осіб інших рас |

До двох чи більше рас належало 1,8 %. Частка іспаномовних становила 2,9 % від усіх жителів.
За віковим діапазоном населення розподілялося таким чином: 37,2 % — особи молодші 18 років, 53,4 % — особи у віці 18—64 років, 9,4 % — особи у віці 65 років та старші. Медіана віку мешканця становила 29,6 року. На 100 осіб жіночої статі у місті припадало 103,9 чоловіків;  на 100 жінок у віці від 18 років та старших — 103,3 чоловіків також старших 18 років.
Середній дохід на одне домашнє господарство  становив 75 197 доларів США (медіана — 66 767), а середній дохід на одну сім'ю — 78 999 доларів (медіана — 68 246). Медіана доходів становила 50 000 доларів для чоловіків та 29 643 долари для жінок. За межею бідності перебувало 5,1 % осіб, у тому числі 8,3 % дітей у віці до 18 років та 4,8 % осіб у віці 65 років та старших.
Цивільне працевлаштоване населення становило 1673 особи. Основні галузі зайнятості: виробництво — 23,2 %, освіта, охорона здоров'я та соціальна допомога — 16,0 %, роздрібна торгівля — 11,7 %, науковці, спеціалісти, менеджери — 9,9 %.